# ضدلخته
عامل ضدلخته (به انگلیسی: Antithrombotic) دارویی است که تشکیل لخته‌های خونی را کاهش می‌دهد. ضدلخته‌ها را می‌توان به صورت درمانی جهت پیشگیری (پیشگیری اولیه و ثانویه) یا درمان لخته خونی خطرناک (لخته یا ترومبوس حاد) نیز به کار برد. در آمریکا، هیئت آمریکایی پزشکان سینه، رهنمودهای بالینی جهت اسفاده از این داروها برای درمان و پیش‌گیری از انواع بیماری‌ها منتشر می‌کند.

## فرایندها
ضدلخته‌های متفاوت فرایندهای مختلف انعقاد خون را تحت تأثیر قرار می‌دهند:
- داروهای ضدپلاکت مهاجرت یا تجمع پلاکت‌ها را کاهش می‌دهند.
- داروهای ضدانعقاد قابلیت انعقاد خون را کاهش می‌دهند.
- داروهای حل کننده لخته به حل شدن لخته پس از تشکیل شدن کمک می‌کنند.